# Ottersberg
Ottersberg är en kommun och ort i Landkreis Verden i förbundslandet Niedersachsen i Tyskland.